# Stagetillus elegans
Stagetillus elegans is een spinnensoort in de taxonomische indeling van de springspinnen (Salticidae).
Het dier behoort tot het geslacht Stagetillus. De wetenschappelijke naam van de soort werd voor het eerst geldig gepubliceerd in 1927 door Eduard Reimoser.